# شينا ماكاي
شينا ماكاي (بالإنجليزية: Shena Mackay)‏‏ (6 يونيو 1944 في إدنبرة - )؛ روائية، ومؤلفة، وكاتِبة من المملكة المتحدة.

## الجوائز
- زميل في الجمعية الملكية للأدب